# Fox Broadcasting Company
Pour les articles homonymes, voir FOX.
La Fox Broadcasting Company, communément appelée Fox Network ou simplement Fox (et stylisé FOX),, est un réseau de télévision commercial détenu jusqu’en 2019 par Fox Entertainment Group, partie de 21st Century Fox détenu par Rupert Murdoch, avant une scission à la suite du rachat par le groupe Disney. Lancée le 9 octobre 1986, la Fox est le réseau de diffusion le mieux coté dans la tranche des 18 à 49 ans de 2004 à 2009[réf. nécessaire]. Durant la saison 2007-2008, la Fox devient le réseau le plus populaire en Amérique chez les ménages pour la première fois de son histoire, remplaçant CBS. CBS reprend la première place lors de la saison suivante.
La Fox Broadcasting Company et ses filiales exploitent plusieurs chaînes de divertissement à l'échelle internationale, sans nécessairement diffuser la même programmation que le réseau américain. La plupart des téléspectateurs au Canada ont accès à au moins un affilié américain de la Fox, bien que la plupart de la programmation des heures de grande écoute par câble et satellite soit soumise à la loi sur la substitution simultanée canadienne.
Le réseau tient son nom de son ancienne société sœur, 20th Century Fox, et indirectement de son producteur William Fox, qui a fondé l'un des prédécesseurs du studio de cinéma, Fox Film.

## Histoire

### Lancement et création (1981–1985)
La préparation du lancement du réseau Fox commence dès 1981, date à laquelle la société News Corporation de Rupert Murdoch rachète à hauteur de 50 % les studios de cinéma 20th Century Fox, qui donnera plus tard son nom à la chaîne Fox. En mai 1985, News Corporation annonce le rachat de Metromedia, un réseau de six stations de télévision indépendantes, préparant ainsi le terrain au lancement d’un quatrième réseau de diffusion aux États-Unis (après ABC, CBS et NBC). L'opération devait permettre à Rupert Murdoch de posséder et d’exploiter des stations à New York, Chicago, Los Angeles, Dallas, Houston et Washington, D.C.. En octobre 1985, 20th Century Fox annonce officiellement son intention de former sur le marché américain un quatrième réseau de télévision qui viendrait concurrencer les trois réseaux majeurs que sont ABC, CBS et NBC.
La stratégie de Rupert Murdoch est la suivante : s’appuyer sur une combinaison des studios 20th Century Fox et du réseau Metromedia pour à la fois produire et diffuser ses programmes. Pour y parvenir, Rupert Murdoch décide de racheter l’intégralité de 20th Century Fox, et, dans le même temps, il obtient la nationalité américaine, afin de satisfaire aux conditions légales stipulant que les seuls citoyens américains sont en droit d’être propriétaire d’une chaîne de télévision.

### Départ en douceur (1986–1989)
Le 9 octobre 1986, la Fox Broadcasting Company est officiellement lancée. Le premier programme diffusé sur le réseau le 9 octobre 1986 est un talk-show, The Late Show, présenté par Joan Rivers, débauché du concurrent NBC. Diffusé tard en fin de soirée (après 23 h 30), ce programme connaît un gros succès dès son lancement, mais Joan Rivers est remerciée dès les premiers signes d’érosion de l’audience et le programme disparaît presque aussitôt.
Mais pendant ce temps, la Fox avait préparé son entrée sur le prime-time. Le premier est diffusé un dimanche, le 5 avril 1987, avec les séries Mariés, deux enfants et The Tracey Ullman Show, une série qui s’appuie sur la capacité de Tracey Ullman, star de la télévision britannique, actrice et chanteuse pop à se glisser dans la peau de personnages hétéroclites dans des courts-métrages. Ce programme est le premier vrai succès de la chaîne et lui permet d’ailleurs de décrocher son premier Emmy Award. Ce programme s’arrête en 1990, mais donnera naissance à la série Les Simpson, la série télévisée d’animation américaine la plus ancienne et la plus populaire au monde. Trois nouveaux programmes viennent progressivement compléter la grille du dimanche : une sitcom, Mr President, une comédie romantique appelée Duet, et la série 21 Jump Street. Cette série, présentant le quotidien de jeunes policiers en civils, marque les débuts de la carrière d’acteur de Johnny Depp, et permet à la Fox de s’installer confortablement dans l’esprit des 18-34 ans.
En juillet 1988, Fox décide de diffuser également le samedi et propose alors deux programmes de télé-réalité : America's Most Wanted, qui profile les criminels en fuite dans l’espoir d’assister la police et le FBI dans leur appréhension et COPS, qui suit le quotidien des policiers dans différentes villes américaines. Ces deux programmes sont aujourd’hui encore diffusés le samedi sur la Fox et sont considérés comme de véritables précurseurs de la téléréalité sur le marché américain. La Fox ajoute un troisième jour de diffusion durant la saison 1989. Cette année marque également le début de la série animée Les Simpson, qui met en scène un stéréotype de famille américaine moyenne. Depuis ses débuts, la série récolte des dizaines de récompenses, dont vingt-quatre Emmy Awards et une place dans le Top 100 des meilleurs programmes télévisés du XXe siècle décerné par le Time Magazine.

### Développement et popularisation (1990–1999)
La Fox continue à développer sa diffusion en ajoutant chaque saison un soir de diffusion supplémentaire jusqu’en 1993, première saison où la Fox est diffusée du lundi au dimanche. Malgré quelques récompenses et succès commerciaux de certains programmes, la Fox n'a pas encore, au début des années 1990, une part de marché significative et n’est toujours pas considérée comme un rival dangereux pour le « Big Three » composé d’ABC, CBS et NBC. Cet état de fait commence à évoluer grâce au rachat de nouvelles stations de télévisions par Rupert Murdoch et sa News Corporation. En 1994, il investit dans New World Communications, à la fois société de production télévisuelle et station de télévision, avant de finaliser un achat complet de la société en 1997. Plus tard, en 2001, Fox achète différentes stations appartenant aux Industries Chris-Craft et leur filiale BHC Communications and United Television. Ces rachats font donc de Fox un des plus grands propriétaires de stations de télévisions aux États-Unis, et lui permet de développer sa couverture des ménages américains.
En parallèle, deux autres éléments font prendre conscience au « Big Three » de la dangerosité de Rupert Murdoch et de « sa » Fox. Le premier est symbolique et correspond à l'achat pour 1,5 milliard de dollars des droits de diffusion pour quatre années de la National Football League, évènement sportif jusque-là diffusé sur CBS. Les résultats en audience furent un véritable succès dès la première année, la Fox se mit en marche vers le succès et s'impose dès lors comme un réseau de télévision important. Le second élément concerne la qualité et le succès des programmes diffusés. Le début et le milieu des années 1990 sont marqués par le lancement de plusieurs feuilletons dramatiques qui s’imposent très rapidement comme d’énormes succès : Beverly Hills 90210, Ally McBeal, Melrose Place, New York Undercover et La Vie à cinq (Party of Five). L’année 1993 verra également les débuts de la série X-Files, récompensée tout au long de sa vie par de nombreux Emmy Awards et Golden Globes, mais qui a une importance particulière pour la Fox dans la mesure où elle fut la première série de la chaîne à intégrer le top 25 du classement Nielsen des audiences de la télévision américaine. Également, la série In Living Color, permet la mise en lumière de nombreuses futures stars telles que Jim Carrey, Jamie Foxx ou encore Jennifer Lopez.
Les années 1990 seront également marquées par le lancement d’un ensemble de chaînes sur le câble : FX, Fox News Channel et Fox Sports Net.

### EffetAmerican Idol(2000–2009)
Le passage à l’an 2000 est difficile pour la Fox : ses programmes phares voient leur audience commencer à s'éroder et l'accent mis durant cette période sur la télé-réalité comme palliatif de ces difficultés a du mal à passer auprès de l’opinion publique, qui considère souvent ces nouveaux programmes comme choquants et dégradants. Cela concerne notamment les programmes suivants : Who Wants to Marry a Multi-Millionaire?, Joe Millionaire, Temptation Island, et Married by America. Cependant, le succès est au rendez-vous pour chacun de ces programmes, et la finale de la première saison de Joe Millionaire est ainsi suivie par plus de 40 millions de téléspectateurs.
Après la suppression progressive de ces quelques programmes, dont le concept semble finalement s’essouffler à chaque fois dès la seconde saison, la Fox va regagner en popularité. En effet, dans le même temps, la fille de Rupert Murdoch conseille à son père la programmation sur la Fox du concept britannique Pop Idol, dont elle est fan. Rupert Murdoch croit en ce programme, et achète le concept à Simon Fuller, producteur de l’émission en Grande-Bretagne. Renommé American Idol, le concept est celui d’un concours où le public peut élire la personne qu'il préfère parmi des chanteurs encore inconnus. Il est lancé sur la Fox en 2002 et réunit dès la première semaine plus de dix millions de téléspectateurs. La finale, qui voit le couronnement de Kelly Clarkson est suivie par plus de vingt-deux millions de téléspectateurs. C’est la première fois que la Fox atteint de tels scores, et est propulsée officiellement au même niveau d’audience et de popularité que le « Big Three ». En 2003 et 2004, American Idol s’impose comme le programme le plus populaire de la Fox, atteignant des scores de trente-sept millions de téléspectateurs sur certains épisodes, ce qui correspond d’après le cabinet Nielsen au programme le plus regardé depuis la saison 2004/2005.
Mais American Idol n’est pas le seul programme qui permet à la Fox de s’imposer au milieu d’ABC, CBS et NBC. Malcolm (Malcolm in the middle), qui nous propose de suivre le quotidien de Malcolm, un enfant de dix ans pas comme les autres puisque doté d'un quotient intellectuel de 165 ; The Bernie Mac Show, qui raconte l'histoire d'un couple qui apprend à être parents, sans vraiment le vouloir à l'origine ; 24 Heures chrono, qui nous entraîne au cœur de la lutte anti-terroriste ; Prison Break, Bones ou encore Dr House sont autant de programmes qui ont fait atteindre à la Fox sa position actuelle au sein du « Big Four ». Dr House, notamment, programmé juste après American Idol, se positionne dès l’année de son lancement, 2005, dans le top 10 des audiences de la saison en cours.
À la fin de la saison 2004/2005, la Fox se classe pour la première fois de son histoire au rang numéro un des audiences auprès des 18-49 ans, cible principale des annonceurs américains. Une autre étape est franchie à l’issue de la saison 2007/2008 lorsque la Fox prend la tête du classement général des audiences, grâce notamment au succès d’American Idol et du Super Bowl XLII.
Entre 2000 et 2009, la Fox lance plusieurs chaînes sur le câble : Fox College Sports, Fuel TV, Fox Reality Channel et Fox Business Network.

### Chute d'audience (2010–2017)
La chaîne fait fasse à une chute d'audience dès le début des années 2010. Cette baisse se poursuit au cours de la saison 2013-2014, Fox se classant quatrième parmi les principaux réseaux en termes d'audience totale pour la première fois depuis 2001. Par la suite, le 13 janvier 2014, la Fox annonce abandonner le concept standard consistant à donner le feu vert à des émissions par le biais d'une commande initiale d'épisodes pilotes au cours de la « saison pilote » désignée (allant de janvier à avril), et qu'elle opterait plutôt pour la sélection directe d'émissions pour en faire des séries.
Fox remporte de nouveaux succès d'audience avec la retransmission en direct du Super Bowl XLVIII en février 2014, qui devient la deuxième émission de télévision la plus regardée (en moyenne) de l'histoire des États-Unis, et les programmes qui ont suivi cet événement - New Girl et Brooklyn Nine-Nine. Plus tard, en mai 2014, Kevin Reilly annonce sa démission de son poste de président de Fox Entertainment. Le 15 juillet 2014, la société mère de l'époque, 21st Century Fox, annonce qu'elle fusionnerait les activités du réseau et de 20th Century Fox Television au sein du nouveau groupe Fox Television, les coprésidents de 20th Century Fox Television, Dana Walden et Gary Newman, étant nommés à la tête de la division. 
En février 2017, Fox diffuse le Super Bowl LI, qui attire en moyenne 111,3 millions de téléspectateurs - se classant parmi les cinq matchs du Super Bowl les plus regardés, et la deuxième audience la plus élevée dans l'histoire du réseau derrière le Super Bowl XLVIII. En mars 2017, Rob Wade est nommé nouveau président des divertissements alternatifs et des émissions spéciales de Fox Rob Wade ; il avait auparavant travaillé comme showrunner pour Dancing with the Stars, comme responsable des divertissements pour BBC Worldwide, et comme producteur exécutif de America's Got Talent et The X Factor.

### Émissions sportives (depuis 2018)
Le 27 juillet 2018, dans le cadre d'une transaction annoncée pour la première fois en décembre 2017 et finalisée le 20 mars 2019, les actionnaires de 21st Century Fox acceptent de vendre la plupart de ses actifs clés (y compris 20th Century Fox et des chaînes FX) à la Walt Disney Company pour 71,3 milliards de dollars, après la scission de certaines activités. La vente n'inclue pas la Fox Broadcasting Company et les stations de télévision, ni les chaînes câblées Fox Sports, Fox News et Fox Business, qui devaient être maintenues sous une société provisoirement appelée « New Fox »,. Étant donné que Disney possède déjà l'American Broadcasting Company (ABC), l'acquisition du réseau Fox par Disney aurait été illégale en vertu des règles de la Commission fédérale des communications (FCC) interdisant une fusion entre l'un des quatre principaux réseaux de radiodiffusion. 
En mai 2023, la Fox abandonne son procedural drama 9-1-1 après six saisons. Il s'agit de la série phare de la chaîne depuis 2018. En tant que production de 20th Television, ABC reprendrait ensuite la série pour une septième saison. Son spin-off 9-1-1: Lone Star resterait sur Fox pour le moment, avec un renouvellement pour une cinquième saison,. En septembre 2024, il est annoncé que 9-1-1 : Lone Star se terminerait après sa cinquième saison ; c'était le dernier drame produit par 20th Television à être encore diffusé sur le réseau. Fox perdrait SmackDown pour USA Network en septembre 2024 ; en remplacement, Fox commencerait une stratégie de programmation sportive régulière le vendredi soir, en commençant par un ensemble de matchs de football universitaire en prime time. Le nouveau paquet tirerait parti de la prolongation du contrat de Fox avec la conférence Big Ten, qui comprenait des options pour le réseau de diffuser des matchs le vendredi soir après l'ajout d'équipes de la côte ouest à la conférence.

## Identité

### Slogans

Logo de la FOX HD de 2004 jusqu'en 2013.

De nombreux slogans définissent l'image de marque de la Fox depuis le lancement du réseau le 9 octobre 1986 :
| Année | Slogan                                                                                   |
| ----- | ---------------------------------------------------------------------------------------- |
| 1987  | Don't Let Fox Weekend Pass You By (« Ce week-end, ne laissez pas passer Fox »)           |
| 1988  | This is the Year (« C'est l'année Fox »)                                                 |
| 1990  | It's on Fox (« C'est sur Fox »)                                                          |
| 1992  | You're Watching Fox (« Vous regardez Fox »)                                              |
| 1993  | Fox: You're Watching It (« Fox : la chaîne que vous regardez »)                          |
| 1994  | It Could Only Happen on Fox (« Ca ne pourrait arriver que sur Fox »)                     |
| 1994  | The Spirit of Fox (« L'esprit de Fox ») /We're Gonna Keep it on Fox (« Restez sur Fox ») |
| 1995  | Cool Like Us (« Fox, cool comme nous »)                                                  |
| 1996  | Non-Stop Fox (« Fox non-stop »)                                                          |
| 1996  | Fox 10 Years (« 10 ans sur Fox »)                                                        |
| 1997  | Just One Fox (« Il n'y a qu'une Fox »)                                                   |
| 2002  | Fox now (« Fox, c'est maintenant »)                                                      |
| 2007  | Fox 20 Years (« 20 ans sur Fox »)                                                        |
| 2007  | Fox On (« À fond Fox »)                                                                  |
| 2008  | So Fox (« Tellement Fox »)                                                               |

### Logos
Au fil des années, la Fox Broadcasting Company utilise différents logos, la plupart d’entre eux reprenant comme base les trois lettres FOX en capitales, entourées de projecteurs de lumières distinctifs du groupe Fox. En 1986, au lancement du réseau, Fox arborait un logo basé sur celui de la 20th Century Fox, avec les trois lettres FOX en capitales et la double-base sous elles.
L'année 1995 marque une rupture dans le design du logo de Fox. La typographie change et la couleur dorée laisse place à une couleur bleue, censée moderniser le logo de la chaîne. La version actuelle[Quand ?] du logo est utilisée depuis 1999 : les projecteurs représentatifs de la 20th Century Fox sont supprimés, et seul le nom du réseau reste visible. Malgré cela, les projecteurs font toujours partie intégrante du réseau Fox et de sa stratégie de communication, puisqu’ils sont notamment présents sur les logos de la chaîne Fox News et de quelques chaînes régionales du groupe.

## Programmations

### Liste des programmes diffusés

#### Informations
- Fox News Sunday (1996-)

#### Télé-réalité et concours
- America's Most Wanted (1988–2012)
- American Idol (2002–2016)
- Cops (1989–2013)
- Hell's Kitchen (en) (depuis 2005)
- Hotel Hell (en) (depuis 2012)
- Kitchen Nightmares (2007–2014)
- MasterChef (depuis 2010)
- MasterChef Junior (en) (depuis 2013)
- More to Love (en) (2009)
- Tu crois que tu sais danser (So You Think You Can Dance) (depuis 2005)
- X-Factor (2011–2013)

#### Sports
- Bowl Championship Series
- Major League Baseball
- NASCAR
- NFL
- Ultimate Fighting Championship (UFC)
- WWE SmackDown

#### Variétés
- TMZ on TV
- The Wanda Sykes Show

#### Événements spéciaux
- NAACP Image Awards
- New Year's Eve Live
- Teen Choice Awards

### Programmations détaillées
Légende :
- Téléréalité
- Séries
- Sport
- Comédie

Contrairement aux trois autres principaux réseaux américains de télévision, qui diffusent de 20 heures à 22 heures du lundi au samedi et de 19 heures à 23 heures, la Fox arrête sa diffusion à 22 heures pour laisser place à des programmes régionaux. Fox diffuse actuellement[Quand ?] 19,5 heures de programmes par semaine : de 20 heures à 22 heures ET/PT du lundi au samedi, de 19 heures à 22 heures le dimanche, le samedi de 9 heures à 12 heures (Xploration Station) et le dimanche matin de 9 heures à 10 heures (Fox News Sunday).